# کلیر نبوت
کلر نبو (به انگلیسی: Claire Nebout) (زاده ۲۰ مهٔ ۱۹۶۴) بازیگر فرانسوی است.
از فیلم‌های معروف او می‌توان به بازی در فیلم مؤسسه زیبایی ونوس اشاره کرد.